# Tachismo
El Tachismo (en francés: Tachisme, derivado de la palabra francesa tache, lit. 'mancha') fue un estilo de pintura abstracta francés desarrollado durante los años 1940 y 1950. A menudo se le considera el equivalente europeo al expresionismo abstracto. Pertenece al movimiento más amplio del Informalismo (Art informel). También se conoce el Tachisme (similar a la action painting) como abstraction lyrique (relacionado con la abstracción lírica estadounidense). Los artistas del Grupo CoBrA y del japonés Gutai también están relacionados con el tachismo.
Después de la Segunda Guerra Mundial el término Escuela de París a menudo se refería al tachismo. Algunos de sus miembros eran Jean Dubuffet, Pierre Soulages, Nicholas de Stael, Hans Hartung, Serge Poliakoff, y Georges Mathieu,  Según Chilvers, el término tachismo «se usó por primera vez en este sentido alrededor de 1951 (se ha atribuido la acuñación del término a los críticos franceses Charles Estienne y Pierre Guéguen) y circuló ampliamente a partir del libro del pintor y crítico francés Michel Tapié Un Art autre (1952)».

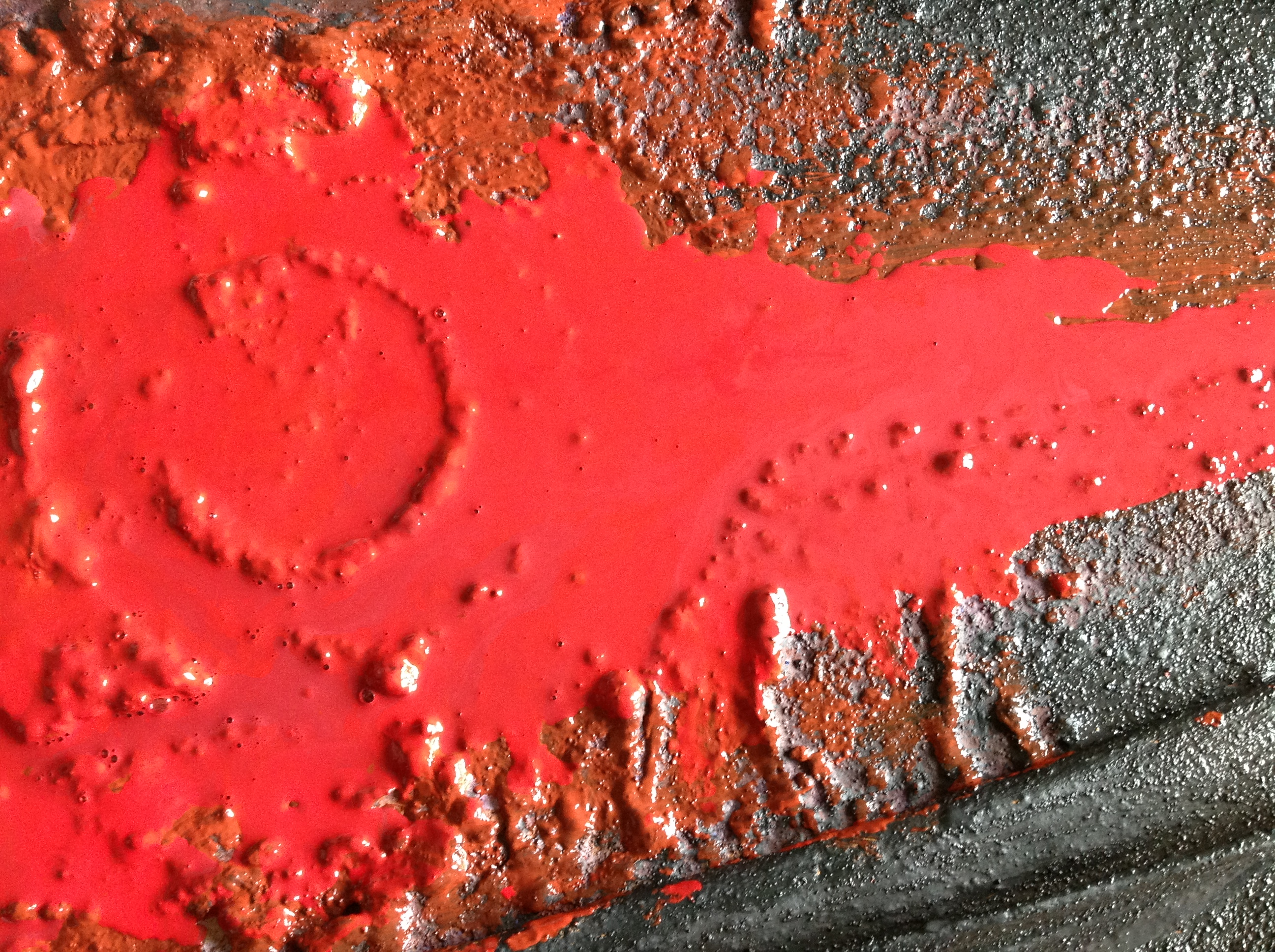
Jiménez-Balaguer

Tachismo fue una reacción al cubismo y se caracteriza por una pincelada espontánea, goteos y manchas de pintura directamente provenientes del tubo, y a veces garabatos que recuerdan a la caligrafía.

## Artistas
- Enrique Sobisch (1929-1989)
- Pierre Alechinsky (n. 1927) - (Grupo Cobra)
- Karel Appel, (1921-2006) - (Grupo Cobra)
- Jean René Bazaine (1904-2001)
- Roger Bissière (1888-1964)
- Norman Bluhm (1921-1999) - (estadounidense relacionado con este movimiento)
- Dieter Borst (n.1950)
- Camille Bryen (]1902-977)
- Alberto Burri (1915-1995)
- Jean Dubuffet (1901-1985)
- Jean Fautrier (1898-1964)
- Agenore Fabbri (1911-1998)
- Lucio Fontana (1899-1968)
- Sam Francis (1923-1994) - (estadounidense relacionado con este movimiento)
- Elaine Hamilton (n. 1920) - (estadounidense relacionado con Tapié, influido por este movimiento)
- Hans Hartung (1904-1989)
- Laurent Jiménez-Balaguer (1928-2015)
- Paul Jenkins (n. 1923) - (estadounidense relacionado con este movimiento)
- Modesto Ciruelos (1908-2002)
- Asger Jorn (1914-1973) - (Grupo Cobra)
- André Lanskoy (1902-1976)
- Georges Mathieu (1921-2012)
- Henri Michaux (1899-1984)
- Serge Poliakoff (1900-1969)
- Jackson Pollock (1912-1956)
- Maria Helena Vieira da Silva (1908-1992)
- Emil Schumacher (1912-1999)
- Pierre Soulages (n. 1919)
- Nicolas de Staël (1914-1955)
- Michel Tapié (1909-1987)
- Antoni Tàpies (1923-2012)
- Bram van Velde (1895-1981)
- Wols (Alfred Otto Wolfgang Schulze) (1913-1951)
- Zao Wou Ki (1921-2013)

- Las Tachas (2013)